# 芙蓉江路
芙蓉江路是中華人民共和國上海市长宁区一條南北走向道路，它南起虹古路，中與仙霞路、茅台路相交，北至長寧路，全长1150米，宽24米，车行道宽14米。道路建於1991年，路名來自於贵州省的河流芙蓉江。